# Direcçao Nacional dos Caminhos de Ferro
La Direcção Nacional dos Caminhos de Ferro è la società pubblica a gestione statale che opera la maggior parte del trasporto ferroviario in Angola.
La sede operativa si trova a Luanda.
È costituita dal raggruppamento di tre amministrazioni ferroviarie nazionali che operavano su scala locale, supervisionate da un direttore generale:
- Caminho de ferro do Namibe (Ferrovia di Namibe, nel sud del paese)
- Caminho de ferro de Luanda (Ferrovia di Luanda, nel nord)
- Caminho de ferro do Amboim (Ferrovia di Amboim, sulla costa nel centro nord)

A queste si aggiunge la Ferrovia del Benguela, il Caminho de ferro de Benguela, la prima per lunghezza in Angola, che non è parte integrante del raggruppamento.
Quest'ultima è una società indipendente, dotata di un proprio consiglio di amministrazione, ma supervisionata dal Ministero dei trasporti angolano e quindi anch'essa sottoposta di fatto al controllo della Direcçao.

## Lo stato delle linee, tra scontri e guerriglia
La Direcçao Nacional gestiva, direttamente o indirettamente, una rete che ammontava a 2648 km di binari da 1067 mm di scartamento (lo standard africano), più il breve tratto a scartamento industriale da 600 mm, lungo 123 km, della ferrovia di Ambohim.
A partire da 1961 il paese venne scosso dalla guerra civile terroristica condotta dal Movimento Popolare di Liberazione dell'Angola (MPLA) per ottenere l'indipendenza dal Portogallo, a cui si unirono in seguito il Fronte di Liberazione Nazionale dell'Angola (FNLA) e l'Unione Nazionale per l'Indipendenza Totale dell'Angola (UNITA), che condussero simili lotte di guerriglia in diverse zone dello Stato.
Le azioni di guerriglia continuarono fino all'11 novembre 1975. Con la dichiarazione di indipendenza dichiarata dall'MPLA e l'elezione di Agostinho Neto alla presidenza. Le guerriglie intestine non intaccarono in modo drastico la rete ferroviaria, che ancora nel 1975 era in grado di funzionare.
L'indipendenza non portò alla fine dei conflitti. Con un movimento marxista-leninista al governo, l'Angola attirò l'attenzione di diverse potenze straniere interessate a sfruttare i giacimenti di petrolio e minerali della nazione.
Gli Stati Uniti supportarono i guerriglieri dell'UNITA, finanziandoli e aiutando lo sviluppo della forza militare. L'UNITA cominciò una intensiva campagna prima di attentati e guerriglie, per poi sfociare nello scontro aperto.
Questa seconda guerra civile non risparmiò le reti ferroviarie nazionali: l'UNITA cominciò ad attaccare le linee e i convogli, con lo scopo di danneggiare l'economia governativa.
Il 1º maggio 1991 venne firmata la pace, e le elezioni dell'anno successivo riconfermarono la vittoria dell'MPLA, con l'elezione di José Eduardo dos Santos. L'UNITA, nuovamente insoddisfatto del risultato, riaprì il conflitto.
Di nuovo i guerriglieri tentarono di colpire le infrastrutture industriali nazionali, portando al minimo storico le statistiche di tonnellaggio delle ferrovie nazionali: nel 1993 solo 2,8 milioni di tonnellate di materiale transitavano su binari, il 20% meno rispetto ai 3,6 di solo due anni prima.
Una nuova pace durò dal 1994 al 1997, quando l'UNITA riprese la guerriglia, proseguendo fino alla morte del suo capo Jonas Savimbi nel 2002.
La condizione di continuo scontro ha reso difficile la realizzazione delle infrastrutture necessarie a collegare tra loro le tre amministrazioni ferroviarie, così da costruire una vera e propria rete.
Il paese, impoverito dagli scontri prolungati, non ha ancora concluso il processo di collegamento delle tratte.

## Le linee

### Caminho de ferro de Benguela

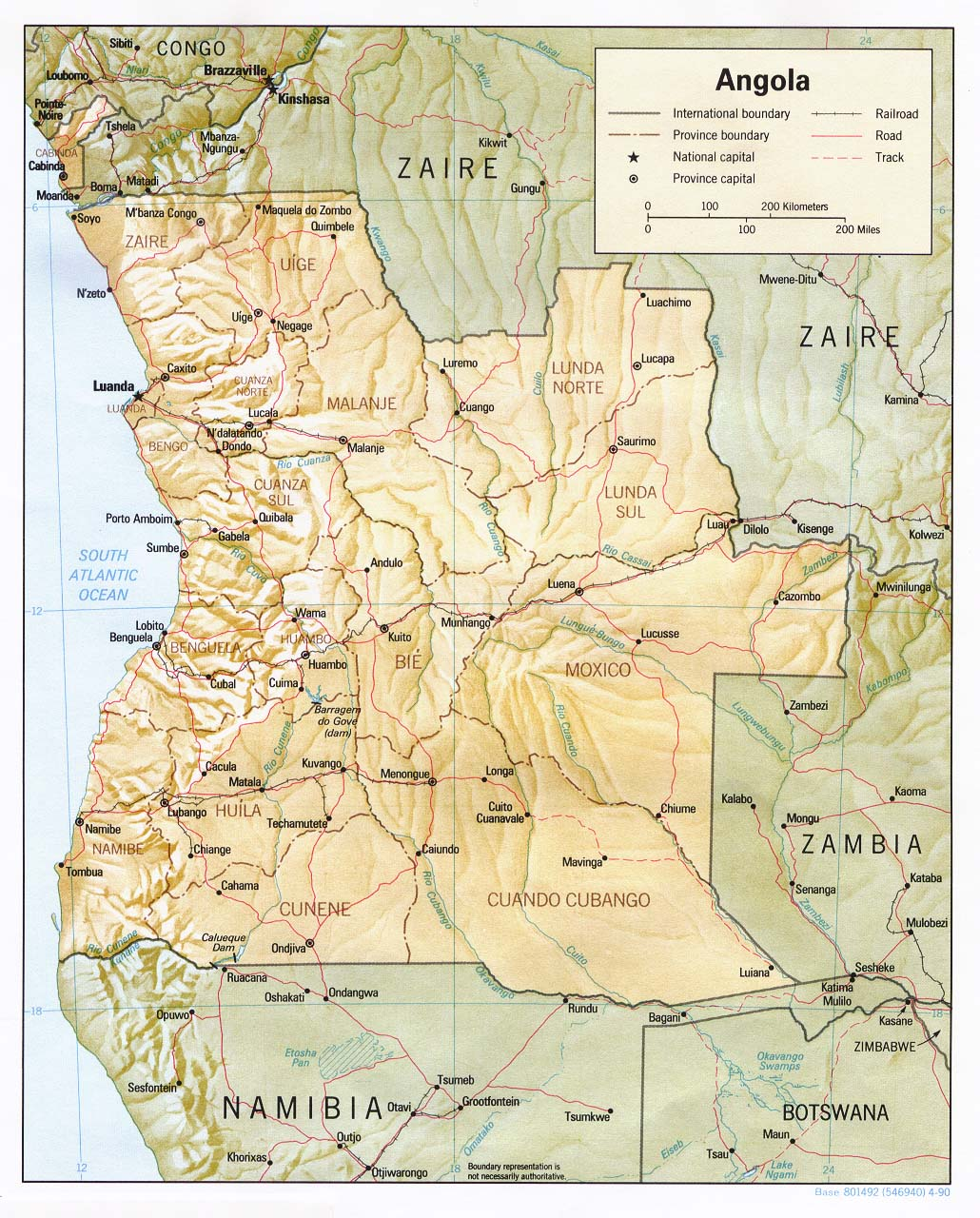

La Ferrovia di Benguela è la prima per lunghezza. Non rientra direttamente nel raggruppamento di ferrovie della Direccao Nacçional, ed è gestita direttamente dal Ministero dei Trasporti.
È indubbiamente la prima per importanza, nonché l'unica collegata con gli stati confinanti: raggiunge il confine della Repubblica Democratica del Congo presso Dilolo. Il collegamento è stato tra i primi ad essere colpiti dall'UNITA, già nel 1975 con lo scoppio della prima ondata di attentati.

### Caminho de ferro do Namibe
La Ferrovia del Namibe controlla 858 km di binari nella parte meridionale dell'Angola, organizzati su due tratte collegate tra loro.
Il ramo principale è lungo 756 km, e corre tra la città portuale di Moçâmedes, presso Namibe e la città di Menongue.
Lungo il percorso tocca alcune città di medie e grandi dimensioni, quali Lubango, Matala, Carvalhais e Entroncamento.
Il secondo ramo, lungo poco meno di 109 km, serve da raccordo industriale tra Dondo e la città mineraria di Cassinga, distaccandosi dal ramo principale nei pressi di Entroncamento.
La società gestiva anche un secondo ramo, lungo 150 km, che collegava Lubango alla città di Chibia. Questo ramo è stato distrutto durante la guerra civile.
Durante l'ultima parte della guerra civile il traffico merci sulla linea venne gravemente intaccato: quasi metà della tratta non era più in condizione di operare.
Nel 1994 era in funzione soltanto il tratto iniziale, tra Moçâmedes (Namibe) e Matala. Sui 424 km di linea ancora attiva i treni dovevano viaggiare con scorta militare e a rischio di attacchi ed attentati.
Con la distruzione della parte della linea più nell'entroterra, la capacità operativa della linea venne seriamente intaccata e le miniere di Cassinga rimasero praticamente isolate. Il traffico merci si ridusse da 6.000.000 di tonnellate/anno a meno di 100.000, mentre il traffico passeggeri passò da circa 2 milioni di passeggeri/anno a meno di un 500.000.
Alla conclusione del conflitto, sugli oltre 850 km di tratta, di cui solo metà trafficabili, erano operative solo 6 locomotive, 20 carrozze e 60 carri merci. Un progetto per rimettere in operatività 11 locomotive, 59 carrozze e 50 carri merci venne lanciato con le elezioni del 1991, ma fu cancellato per via dell'inizio della terza fase della guerra civile.

### Caminho de ferro de Luanda
La linea di Luanda collega Luanda, la capitale che si trova sulla costa nel nord del paese, con Malanje, nell'entroterra, percorrendo 479 km e passando per Zenza do Itombe, Canhoca, Golungo Alto e N'dalatando. Da Zenza una breve diramazione di 50 km si collega a Dondo. È la terza tratta nazionale per lunghezza.
La linea ha scartamento da 1067 mm, tranne un breve tratto tra Canhoca e Golungo Alto a scartamento industriale da 600 mm, oggi chiuso.
La maggioranza del traffico è correlata al trasporto di merci, principalmente agricole. La gran parte del traffico per volume deriva dal cotone e dalla coltivazione dell'Agave sisalana, più il ferro grezzo.
Il traffico passeggeri interessa soprattutto la tratta iniziale della linea, verso la costa: la principale fonte di traffico è il collegamento tra la capitale Luanda e il sobborgo di Viana, a circa 35 km di distanza.
Un massiccio programma di ricostruzione e riqualificazione sarebbe dovuto cominciare nel 1989, ma pur non essendo stato formalmente sospeso non ha mai avuto alcun effetto apprezzabile. Oltre metà della linea, soprattutto tra Malanje e N'dalatando, è in pessime condizioni e non consente un servizio affidabile.
La ferrovia è in possesso di 35 locomotive a vapore, ma nel 1994 solo un terzo erano in grado di prendere servizio ed erano usate quasi esclusivamente nei dintorni della capitale.
L'amministrazione poteva disporre anche di 50 locomotori diesel, che però alla fine del conflitto erano praticamente tutti inutilizzabili, di 50 carrozze e di 1800 vagoni, in discrete condizioni.
Un cenno meritano i quattro convogli di automotrici a nafta di produzione Fiat, che però alla fine delle ostilità non erano più in grado di prestare servizio.

### Caminho de ferro de Amboim
La Ferrovia di Amboim è un breve tratto a scartamento industriale da 600 mm, il più corto ancora operativo con soli 123 km di percorrenza di cui solo 40 effettivamente utilizzati per il traffico regolare. La linea è a singolo binario.
Il servizio è legato al trasporto del caffè prodotto nelle coltivazioni di Gabela. Il caffè viene trasportato al porto di Amboim, dove viene imbarcato. Il traffico è svolto tramite sei vecchi convogli a vapore, 12 carrozze e 60 carri, anche se solo la metà sono operativi.
La linea è priva di sistemi di segnalazione e telecomunicazioni, e le strutture sono cadenti.

## Progetti futuri
Numerosi progetti di integrazione delle reti, così come di raddoppio dei collegamenti internazionali con il Congo e un nuovo collegamento con lo Zambia, sono stati stesi in diversi momenti, e poi accantonati per via della guerra o iniziati e mai conclusi per il medesimo motivo.
Tra questi vi sono:
- il prolungamento oltre Menongue della Ferrovia del Namibe fino a Rivungo, al confine dello Zambia, passando per Cuito Cuanavale e Mavinga
- il collegamento tra la Ferrovia di Luanda e la Ferrovia di Benguela collegando Zenza do Itombe a Huambo passando per Quibala
- il raddoppio del ramo verso Benguela della omonima ferrovia
- la ricostruzione della tratta tra Lubango e Chibia, distrutta durante la guerra
- il prolungamento della Ferrovia di Luanda fino a Saurimo passando per Xá-Muteba, e da Saurimo il collegamento con la Ferrovia del Benguela a Luena.